# فابريزيو كواتروكي
كان فابريزيو كواتروكي (9 مايو 1968 - 14 أبريل 2004) مرتزقًا إيطاليًا أُسِر ثم قُتِل من قبل المتمردين في حرب العراق.

## أخذ رهائن
أُخذ كواتروكي رهينة مع ثلاثة إيطاليين آخرين، هم أومبرتو كوبرتينو، وموريتسيو أغليانا، وسالفاتوري ستيفي. كانوا يعملون في العراق كمتعاقدين أمنيين بموجب عقد مع شركة DTS Security LLC، وهي شركة أمنية مسجلة في ولاية نيفادا الأمريكية، يديرها باولو سيميوني (جندي سابق في البحرية الإيطالية والفيلق الفرنسي) والمحامية الإيطالية فاليريا كاستيلاني. أجبر خاطفو كواتروتشي على حفر قبره بنفسه والركوع بجانبه مرتديًا قلنسوة استعدادًا لتصوير وفاته، لكنه تحدّاهم بمحاولة نزع القلنسوة وصاح: "سأريكم كيف يموت الإيطالي!". ثم أُطلق عليه الرصاص في مؤخرة رقبته.
وفي وقت لاحق، أُطلِق سراح كوبيرتينو وأجليانا وستيفييو في غارة غير دموية شنتها القوات الأمريكية، والتي قال رئيس الوزراء الإيطالي سيلفيو برلسكوني إنه وافق عليها مسبقًا.

## الأوسمة
في 20 مارس/آذار 2006، مُنح كواتروتشي بعد وفاته الميدالية الذهبية للشجاعة المدنية من الرئيس الإيطالي كارلو أزيليو تشامبي، بناءً على اقتراح من وزير الداخلية جوزيبي بيسانو. ويشترط لمنح هذه الميدالية إتيان عمل شجاع محدد، وقد اعتُبر تحدي كواتروكي لخاطفيه جديرًا بالجائزة. 

## التداعيات السياسية
أصبحت وفاة كواتروكي قضية خلافية حادة بين الرأي العام الإيطالي، الذي كان، على الرغم من كرهه الشديد لنظام صدام حسين السابق وللأصولية الإسلامية، يعارض بشدة المشاركة في حرب العراق. وقد اشتكى أقارب ضحايا تفجير الناصرية عام 2003 (الذي قُتل فيه 17 جنديًا إيطاليًا ومدنيان إيطاليان بشاحنة مفخخة) من أن كواتروتشي مُنح الميدالية الذهبية، بينما مُنح هؤلاء الجنود الإيطاليون وسام "الشرف" (Onore) تكريمًا لهم بعد وفاتهم، رغم أنهم كانوا في الخدمة كجنود نظاميين، على عكس كواتروكي. ولهذا السبب، رأوا أن ضحايا هجوم الناصرية استحقوا هذا التكريم أكثر من كواتروكي.
جوليانا سغرينا، وهي صحفية إيطالية يسارية متطرفة اختُطفت هي الأخرى في العراق، اشتكت من عدم منح نيكولا كاليباري، عميل المخابرات الإيطالي الذي قُتل بنيران صديقة أمريكية أثناء إنقاذ جوليانا سغرينا، أي تكريم مماثل. وأشارت سغرينا إلى أن إنزو بالدوني، وهو صحفي إيطالي آخر اختُطف وقُتل في العراق، لم يُمنح أي تكريم. وبما أن الجانب اليساري لم يكن متحمسًا للجائزة، أصرت الأحزاب اليمينية أليانزا ناسيونالي وفورزا إيطاليا (حركة سيلفيو برلسكوني في ذلك الوقت) في حملات العلاقات العامة على أن كواتروتشي كان بطلاً.